# Lilly Broadcasting
Pour les articles homonymes, voir Lilly.
Lilly Broadcasting aussi connue sous les anciennes dénominations SJL Broadcast Management, SJL Communications, SJL Broadcasting et Montecito Broadcast Group est un groupe de média américain détenu et géré par George Lilly et son fils Brian Lilly.

## Historique
En 1984, George Lilly fonde SJL Broadcast Management. 
Le 29 août 1995, ABC rachète WJRT-TV et WTVG à SJL Broadcast Management qui deviennent des chaînes détenues et exploitées. En 1996, la société est rebaptisée SJL Communications puis SJL Broadcasting en 2000.
Le 3 novembre 2010, la presse annonce qu'ABC accepte de vendre les chaînes WJRT-TV à Flint et WTVG à Toledo, à leur ancien propriétaire Lilly Broadcasting. Les deux chaînes changent officiellement de propriétaire le 1er avril 2011.

## Portefeuille d'activité

### Stations actuellement détenues
| Marché            | Station | Canal   | Affiliation actuelle     | Acquisition    | Notes                                              |
| ----------------- | ------- | ------- | ------------------------ | -------------- | -------------------------------------------------- |
| Érié Pennsylvanie | WICU-TV | 12      | NBC                      | 1996           | Sous licence de SJL of Pennsylvania, Inc.          |
| Érié Pennsylvanie | WSEE    | 35 (16) | CBS CW on DT2            | 2002           | Fonctionne sous un accord de partenariat avec WICU |
| Elmira, New York  | WENY    | 36      | ABC CBS on DT2 CW on DT3 | 2000           |                                                    |
| Flint, Michigan   | WJRT-TV | 12      | ABC                      | 1989 puis 2011 | détenue par ABC entre 1995 et 2011                 |
| Toledo, Ohio      | WTVG    | 13      | ABC                      | 1991 puis 2011 | détenue par ABC entre 1995 et 2011                 |

### Anciennes stations détenues
| Marché                                                | Station                           | Années de possession | Affiliation actuelle | Propriétaire actuel             |
| ----------------------------------------------------- | --------------------------------- | -------------------- | -------------------- | ------------------------------- |
| Portland, Oregon                                      | KOIN 6                            | 2006–2007            | CBS                  | New Vision Television           |
| Lebanon / Harrisburg / York / Lancaster, Pennsylvanie | WLYH-TV 15                        | 2000–2006            | CW                   | Nexstar Broadcasting Group      |
| Buffalo, New York                                     | WGRZ-TV 2                         | 1986–1988            | NBC                  | Gannett Company                 |
| Huntington / Charleston, Virginie-Occidentale         | WOWK-TV 13                        | 2000–2002            | CBS                  | West Virginia Media Holdings    |
| Wichita / Hutchinson, Kansas                          | KSNW 3                            | 2006–2007            | NBC                  | New Vision Television           |
| Great Bend / Hays / Salina, Kansas                    | KSNC 2 (satellite of KSNW)        | 2006–2007            | NBC                  | New Vision Television           |
| Garden City / Dodge City                              | KSNG 11 (satellite of KSNW)       | 2006–2007            | NBC                  | New Vision Television           |
| McCook, Nebraska / Colby / Goodland, Kansas           | KSNK 8 (satellite of KSNW)        | 2006–2007            | NBC                  | New Vision Television           |
| Honolulu, Hawaï                                       | KHON-TV 2                         | 2006–2007            | Fox                  | New Vision Television           |
| Hilo, Hawaï                                           | KHAW-TV 11 (satellite of KHON-TV) | 2006–2007            | Fox                  | New Vision Television           |
| Maui, Hawaï                                           | KAII-TV 7 (satellite of KHON-TV)  | 2006–2007            | Fox                  | New Vision Television           |
| Kauai, Hawaï                                          | K55DZ 55 (satellite of KHON-TV)   | 2006–2007            | Fox                  | New Vision Television           |
| Syracuse, New York                                    | WSTM-TV 3                         | 1986–1992            | NBC                  | Barrington Broadcasting         |
| Altoona / State College / Johnstown, Pennsylvanie     | WTAJ-TV 10                        | 2000–2006            | CBS                  | Nexstar Broadcasting Group      |
| San Luis Obispo, Californie                           | KSBY 6                            | 1996–2002            | NBC                  | Evening Post Publishing Company |
| Topeka, Kansas                                        | KSNT 27                           | 2006–2007            | NBC                  | New Vision Television           |
| Pittsburg, Kansas                                     | KOAM-TV 7                         | 1991–1995            | CBS                  | Saga Communications             |
| Binghamton, New York                                  | WBNG-TV 12                        | 2000–2006            | CBS                  | Granite Broadcasting            |
| Missoula, Montana                                     | KPAX-TV 8                         | 1984–1994            | CBS                  | Evening Post Publishing Company |
| Billings, Montana                                     | KTVQ 2                            | 1984–1994            | CBS                  | Evening Post Publishing Company |
| Great Falls, Montana                                  | KRTV 3                            | 1984–1994            | CBS                  | Evening Post Publishing Company |
| Butte, Montana                                        | KXLF-TV 4                         | 1984–1994            | CBS                  | Evening Post Publishing Company |